# Begovo Brdo (Kruševac)
Begovo Brdo (em cirílico: Бегово Брдо) é uma vila da Sérvia localizada na cidade de Kruševac, pertencente ao distrito de Rasina, na região de Rasina. A sua população era de 613 habitantes segundo o censo de 2011.

## Demografia
| 1948 | 1953 | 1961 | 1971 | 1981 | 1991 | 2002 | 2011 |
| ---- | ---- | ---- | ---- | ---- | ---- | ---- | ---- |
| 213  | 219  | 225  | 195  | 307  | 537  | 526  | 613  |